# Семендер (посёлок городского типа)
Семендер (до 1996 года — совхоз им. Ленина) — посёлок городского типа в Дагестане. Входит в городской округ город Махачкала. Подчинён Кировской районной администрации города Махачкала.

## Географическое положение
Расположен к северо-западу от Махачкалы.

## История
Образован в 1996 году на территории совхоза им. Ленина где располагался бывший дачный поселок. Статус посёлка городского типа — с 1996 года. Переименован в честь одной из столиц Хазарского каганата Семендер. 
В 2018 году власти республики предприняли меры по борьбе с незаконным высотным строительством.  Однако реальность показала, одним волевым решением судов и властей снести здания не получится, эта их инициатива встретила организованное сопротивление жильцов.

## Население
| 2002    | 2010    | 2012    | 2013    | 2014    | 2015    | 2016    |
| ------- | ------- | ------- | ------- | ------- | ------- | ------- |
| 7558    | ↗13 677 | ↗13 737 | ↗13 740 | ↘13 710 | ↗13 777 | ↗13 931 |
| 2017    | 2018    | 2019    | 2020    | 2021    | 2023    | 2024    |
| ↗14 171 | ↗14 386 | ↗14 568 | ↗14 678 | ↗15 565 | ↗15 691 | ↗15 810 |
| 2025    |         |         |         |         |         |         |
| ↗16 085 |         |         |         |         |         |         |

Национальный состав
По данным Всероссийской переписи населения 2021 года:
| Народ      | Численность, чел. | Доля от всего населения, % |
| ---------- | ----------------- | -------------------------- |
| кумыки     | 5 157             | 33,13 %                    |
| аварцы     | 4 542             | 29,18 %                    |
| даргинцы   | 1 772             | 11,38 %                    |
| лакцы      | 1 096             | 7,05 %                     |
| лезгины    | 839               | 5,40 %                     |
| другие     | 1 668             | 0,98 %                     |
| не указали | 491               | 1,44 %                     |
| всего      | 15 565            | 100,00 %                   |

## Инфраструктура
Центральная Мечеть пос.Семендер
Парк пос. Семендер
Мечеть им. Усмана ибн Аффана
Мечеть им. Арсланали кади
Средняя общеобразовательная школа №58
Спортивный комплекс "Цолода"
Спортивный зал Black Shark
Спорткомплекс им.Али Алихановича
Детская футбольная школа "Эдми"
Врачебная амбулатория 
Почта России
Администрация пос.Семендер  

## Улицы
Улицы посёлка:
| - 26 Бакинских Комиссаров - Кади Абакарова - Абдуллаева - Абдулмеджидова - Абдурахманова - Авиационная - Аджаматова - Гасрета Алиева - Альбурекентская - Астраханская - Атлы-Боюнская - Ахмедова - Бондаренко - Ботлихская - Тату Булач - Вилиева - Виноградная - Волгоградская - Восточная - Нухудина Гаджиева | - Гоголя - Гражданкина - Грозненская - Гунибская - Дербентская - Западная - Николая Земцова - Иллазарова - Интернационалистов - Исрафилова - Кавказская - Кайтагская - Калужская - Карабудахкентская - Ибрагима Керимова - Кикунинская - Кирова - Комсомольская - Космонавтов - Костекская | - Краснодарская - Краснофлотская - Кумукова - Кумухская - Сумена Курбанова - Кяхулайская - Левашинская - Ленинградская - Маркова - Карла Маркса - Матросская - Махачкалинская - Миатлинская - Мира - Морская - Московская - Барият Мурадовой - Саният Мурадовой - Мусаева - Новолакская | - Первомайская - Пирамидальная - Победы - Порт-Петровская - Профсоюзная - Ростовская - Салатавская - Салихова - Северная - Седова - Синявина - Ставропольская - Сулакская - Султанова - Тарнаирская - Театральная - Терская - Тимирязева - Хазарская - Хасавюртовская | - Хуторянского - Центральная - Чиркейская - Чкалова - Шамхальская - лейтенанта Шмидта - Щорса - Южная - Дербентская - Журавлиная - Арктическая - Космическая - Тополиная - Братская - Аксайская - Ялакская - Эрпелинская - Уллуаинская |